# Wolfram von Richthofen
Wolfram Freiherr (barón) von Richthofen (10 de octubre de 1895 - 12 de julio de 1945) fue un militar alemán con el grado de Mariscal de Campo de la Luftwaffe durante la Segunda Guerra Mundial. Fue el mariscal más joven de la Luftwaffe y recibió la Cruz de Caballero de la Cruz de Hierro con hojas de roble en 1943.

## Biografía

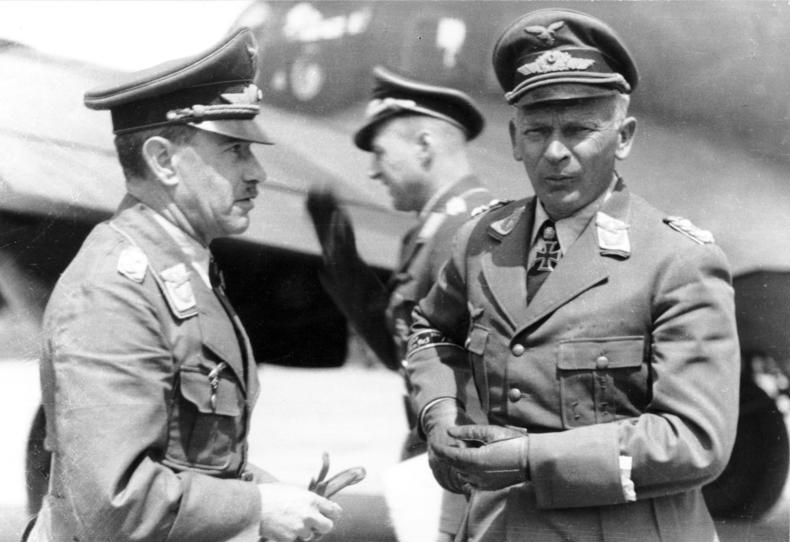
Fotografía donde aparecen el general del aire Alexander Löhr (izquierda) y Wolfram von Richthofen (derecha) conversando junto a un avión, 1942.

Wolfram von Richthofen  nació en Barzdorf, región de la Baja Silesia, ahora ciudad de Bartoszówek en Polonia. Era miembro de la familia aristocrática von Richthofen, era primo de Manfred von Richthofen, as de la aviación acreditado con 80 victorias llamado "Barón rojo" y de Lothar von Richthofen también as de la aviación acreditado con 40 victorias durante la primera guerra. Durante la Primera Guerra Mundial sirvió en una unidad alemana de caballería, y en 1918 solicitó su pase a la aviación.
En marzo de 1918 le destinan a la Jasta 11, al mando de su pariente Manfred von Richthofen, y para el final de la guerra había derribado ocho aviones, ganándose el título de As.
El 18 de septiembre de 1920, se casó con Jutta von Selchow (1896-1991) en Breslavia (ahora Breslavia en Polonia), con la que tuvo tres hijos. 
Ingresó en la recién creada Luftwaffe en 1933 como asistente técnico especializándose en la técnica del bombardeo rasante.  En 1936 fue enviado a España, donde asumió el mando como Jefe del Estado Mayor de la Legión Cóndor en la guerra civil española. Ocupó este puesto durante gran parte de 1937. 
Regresó a Alemania en 1937, volviendo de nuevo a España en 1938  con el grado de coronel y asumiendo el mando de la Legión Cóndor.  Por su labor, fue condecorado por el general Francisco Franco  con la Cruz española de oro y brillantes y fue ascendido a general de división.
El 16 de julio de 1939, pocos meses antes del inicio de la Segunda Guerra Mundial, con el grado de Generalmajor fue puesto al mando del recién formado VIII Cuerpo Aéreo bajo las órdenes del general del aire Alexander Löhr; intervino en el ataque a Varsovia y en la Campaña de Creta, participó en los Balcanes y en el  bombardeo de Belgrado en 1941.  
El 17 de julio de 1941 fue condecorado con las Hojas de Roble de la Cruz de Caballero. El VIII Cuerpo Aéreo fue en apoyo del VI Ejército del General Walter von Reichenau en Francia, en Italia, Grecia y luego en el frente del este en la Operación  Barbarroja  en apoyo de las fuerzas del general Erich von Manstein en dirección a Moscú y Stalingrado. Cuando el VI Ejército fue cercado en  Stalingrado estuvo a cargo del puente aéreo para abastecer con suministros a las fuerzas de Friedrich Paulus.
El 16 de febrero de 1943 fue promovido a Mariscal de campo estando a cargo del  IV cuerpo aéreo. Se le detectó un tumor cerebral  en octubre de 1944 que lo hizo solicitar el retiro por enfermedad del servicio activo a finales de 1944. Murió el 12 de julio de 1945 en un hospital militar en Bad Ischl (Austria), siendo prisionero de los estadounidenses.

## Condecoraciones
- Cruz de Caballero de la Cruz de Hierro con hojas de roble ( Alemania nazi).
- Cruz española de oro con diamantes ( Alemania nazi).
- Miembro de I Clase de la Orden de Miguel el Valiente ( Rumania).

| Precedido por: Generaloberst Alexander Löhr           | Comandante de la IV Flota Aérea 20 de julio de 1942 - 4 de septiembre de 1943  | Sucedido por: Generaloberst Otto Deßloch |
| Precedido por: Generalfeldmarschall Albert Kesselring | Comandante de la II Flota Aérea 11 de junio de 1943 - 27 de septiembre de 1944 | Sucedido por: Disuelto                   |